# 詹遜
詹遜爵士，KCMG，KStJ（Sir Franklin Charles Gimson，1890年9月10日—1975年2月13日）一譯金遜爵士，英國殖民地官員，曾先後擔任香港輔政司和新加坡總督等職。

## 生平

### 早年生涯
詹遜1890年9月10日出生於英格蘭列斯特郡，父親名叫C·K·詹遜（C. K. Gimson），是一位牧師。詹遜早年入讀牛津大學貝利奧爾學院，並取得到文學士學位。詹遜在1914年前往英屬錫蘭，加入當地的殖民地政府，任職見習官（Cadet），一直至1937年累遷為錫蘭的勞工署署長（Controller of Labour）。

### 香港輔政司
詹遜在1941年被調派到香港政府工作，並獲晉升爲民政地位僅次於香港總督的輔政司。詹遜在12月7日抵港履新，惟因爲日本即將對英國開戰，香港在非常時期下，其就職儀式一切從簡，翌日12月8日，日軍從深圳侵入香港，香港保衛戰一觸即發，期間駐港英軍節節敗退。到了12月25日聖誕節，總督楊慕琦爵士在半島酒店正式投降，楊慕琦與其他英方軍政要員遂一同淪為戰俘。
香港淪陷與楊慕琦投降以後，詹遜成為了前政府的代表，並一度在太子行設置辦公室，主理英方戰敗後在香港的善後事宜，所以詹遜要到1942年3月才正式被關押在赤柱拘留營。在囚禁赤柱期間，英籍戰俘成立了一個「英國共同委員會」（British Communal Council），有限度地對戰俘營的運作和秩序作有限度的管治。由於當時楊慕琦已被轉介到瀋陽的戰俘營，所以詹遜成為了戰俘營內最高級別的前政府官員，並獲委任為委員會的主席，負責與日方進行交涉事宜。

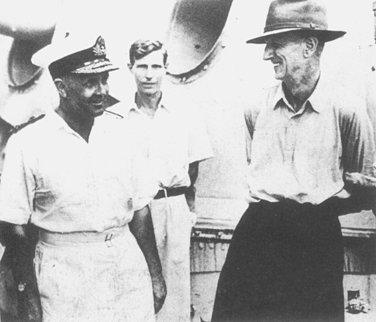
詹遜（右）與奉命接管香港的海軍少將夏慤（左）會面。

經歷過三年零八個月的淪陷歲月後，日本終於在1945年8月15日宣佈無條件投降。日本投降以後的一段短時間，由於無人接管香港，所以日本政府仍作出有限度的管治，但以往日佔時期的種種限制禁令即一一取消。在日本準備投降的前夕，身在重慶的英國駐華大使薛穆爵士早已設法與詹遜聯絡，著他儘早設立臨時政府，代理英國行使主權。薛穆的指示要到8月23日方才傳到詹遜處。但詹遜早於8月16日得悉日本投降後，便宣稱自己為「署理總督」，並著手與日方交涉成立「臨時政府」。詹遜後來於23日收到薛穆的指示後，遂與之前在香港出任官職的英國戰俘離開拘留營，並且從日佔政府接過管治權，在法國外方傳道會大樓正式設立「臨時政府」總部，不過由於當時詹遜並沒有掌握任何實權，所以即使「臨時政府」已經成立，香港仍十分依賴日軍維持秩序。到8月27日，詹遜又透過電台通知香港市民，宣告「臨時政府」已經成立。
「臨時政府」成立以後不久，海軍少將夏慤在1945年8月30日率領HMS不屈號等艦抵達香港的維多利亞港，是爲香港重光，詹遜曾向夏慤要求讓「臨時政府」繼續運作，但由於夏慤乃奉命來港設立臨時軍政府，所以軍政府仍舊於9月1日宣告成立，並由夏慤本人出任軍政府首長。可是，當時軍政府的主要人員尚未抵港，所以詹遜仍然繼續作出管治。但有鑑於詹遜的權力基本上是來自1917年的《英皇制誥》，並不符合軍政府的情況，所以夏慤在軍政府成立的同一日發表了一項宣告，委任詹遜為副總督（Lieutenant-Governor），可以代理行使以往總督的權力，不過卻要聽命於夏慤。然而，殖民地辦公室對委任詹遜為副總督一事上不表贊同，故此當軍政府的首席民政事務官（Chief Civil Affairs Officer）麥道高與他的九名隨員在9月7日正式抵港運作後，詹遜隨即卸任副總督。
與其他曾被囚禁的戰俘一樣，詹遜在戰後也出現了營養不良的毛病，因此他在卸任後於9月16日返回英國休養。在返回英國前一日，即9月15日，詹遜曾在電台發表講話，表示香港在未來應就政治制度進行改革。

### 星加坡總督
1946年，詹遜獲委任為星加坡總督兼三軍總司令，並在同年4月1日履新，取消蒙巴頓勳爵設置的臨時軍政府，復設文官政府。他上任總督初期，由於經濟在戰後遲未恢復，以致1947年的時候曾發生過大規模的騷亂。在1947年7月，星加坡脫離海峽殖民地，成為獨立的皇家殖民地。詹遜於是成立了立法局和行政局，至1948年3月，他又容許立法局內25個議席中的6個由選舉產生。
到1948年6月，馬來亞共產黨發動游擊戰，馬來亞殖民地政府隨即宣佈進入緊急狀態。詹遜立即對星加坡的左翼團體加以打壓，並通過極具爭議性的《內部安全法案》，容許未經審訊，就可以無限期拘留「對安全構成威脅」的人士。此外，詹遜任內又極力限制星加坡華人接觸「新中國」。當中，星加坡華商陳嘉庚在1950年企圖從中國大陸返回星加坡的時候，就被拒絕入境。
詹遜於1951年舉行了第2次立法局選舉，今次經選舉產生的議席由6席增至9席。但仍為不少人批評不夠開放。其實，星加坡市民在第二次世界大戰以後，對英國政權曾為日本打敗而大大失去了以往的信心，所以在詹遜任內，反殖、自治以至獨立的呼聲已經不斷醞釀。詹遜在1952年11月15日卸任星加坡總督。

### 晚年生涯
詹遜卸任星加坡總督後退出殖民地服務，返回英國開展退休生活，1975年2月13日卒於北約克郡皮卡令（Pickering）寓所內，終年84歲。 （页面存档备份，存于）

## 家庭
詹遜在1922年與瑪格麗特·桃樂絲·華德，MBE（Margaret Dorothy Ward）結婚，瑪格麗特的父親名叫卡農·華德（Canon Ward）。而詹遜兩夫婦共育有兩名女兒。

## 榮譽
- C.M.G. （1945年）
- K.C.M.G. （1946年）
- K.St.J.

### 其他
- 馬來亞大學榮譽法律博士學位 （1952年）
- 皇家聯邦會會員
- 星加坡城榮譽市民